# 氏家清春
氏家 清治（うじいえ きよはる、1960年2月21日 - ）は、日本のリングアナウンサー。

## 経歴
福島県原町市出身。1978年1月、全日本女子プロレスで初コール（デビュー）。1980年代の全日本女子プロレスのメイン・リングアナウンサーとして活躍した。
独特の美声は定評があり、リングアナの傍ら興行面の選手管理を兼ね、団体を支えた。コールする時のリングアナウンスはきちんと「パウンド」とコールする（「ド」の発音は「ドォオ」という独特なものだった）。